# 火烧花
火烧花（学名：Mayodendron igneum）是紫葳科菜豆树属的植物。分布在缅甸、印度、越南、台灣、老挝以及中国大陆的广东、云南、广西等地，生长于海拔150米至1,900米的地区，见于干热河谷或低山丛林，目前尚未由人工引种栽培。

## 别名
缅木（中国种子植物科属辞典）

## 异名
- Radermachera ignea (Kurz) van Steenis
- Radermachera igneum (Kurz)